# Hvărcil, Sofia
Hvărcil (în bulgară Хвърчил) este un sat în comuna Mirkovo, regiunea Sofia,  Bulgaria. 

## Demografie
Componența etnică a satului Hvărcil
     Bulgari (100%)
     Nicio identificare (0%)
     Altele (0%)
La recensământul din 2011, populația satului Hvărcil era de 5 locuitori. Din punct de vedere etnic, toți locuitorii erau bulgari.